# Microsoft Visual Studio Express
Microsoft Visual Studio Express — линейка бесплатных интегрированных сред разработки, облегчённая версия Microsoft Visual Studio, разработанной компанией Microsoft, инструмент создания Web-приложений, сайтов, различных веб-сервисов на основе технологии ASP.NET. Согласно утверждению Microsoft, «Express»-редакции предлагают отлаженную, простую в обучении и использовании среду разработки пользователям, не являющимся профессиональными разработчиками ПО, — любителям и студентам.
Ныне полностью вытеснена Visual Studio Community Edition, которая представляет собой бесплатный аналог Visual Studio Professional и обладает практически той же функциональностью, что и последняя.

## Продукция
Visual Studio Express состоит из следующих отдельных продуктов:
- Visual Basic Express
- Visual Web Developer Express
- Visual C++ Express
- Visual C Sharp Express
- SQL Server Express
- Visual Studio 2010 Express for Windows Phone CTP

Продукт J Sharp не был обновлён для этого релиза, и в настоящее время не планируется. Версия Visual Studio 2005 будет поддерживаться до 2015 года в соответствии со стратегией жизненного цикла продуктов. F Sharp входит в состав Visual Studio 2010.

## Visual Basic Express
Visual Basic 2008 Express включает в себя следующие улучшения по сравнению с Visual Basic 2005 Express:
- Включает в себя визуальную Windows Presentation Foundation дизайнера под кодовым названием «Сидр»
- Отладка во время выполнения
- Улучшена поддержка IntelliSense
  - Исправление распространённых орфографических ошибок
  - Корректирует большинство ошибок синтаксиса
  - Предлагает подсказки по именам классов, когда указанный класс не найден

Экспресс издания (2005 и 2008 годов), имеют, в основном, одинаковые ограничения: (специальные издания 2008 Express ограничений здесь)
- Нет IDE для поддержки баз данных, за исключением SQL Server Express и Microsoft Access
- Нет поддержки web-приложений с ASP.NET (поддерживается это может быть сделано с Visual Web Developer Express)
- Нет поддержки разработки для мобильных устройств (нет шаблонов и эмуляторов)
- Нет Crystal Reports
- Уменьшено количество шаблонов проектов (например, Windows Services, Excel)
- Ограниченные возможности для отладки и точек останова
- Нет поддержки для создания служб Windows (может быть получена через загрузку проекта шаблона)
- Нет поддержки OpenMP

## Visual Web Developer Express
Visual Web Developer Express является бесплатным инструментом веб-разработки, что позволяет разработчикам использовать продукт для оценки процесса создания и редактирования веб возможностей других Visual Studio 2008 изданий на безвозмездной основе. Её основная функция заключается в создании ASP.NET веб-сайтов. Она имеет интерфейс WYSIWYG, drag-and-drop дизайнер интерфейса пользователя; редакторы расширенного HTML и кода; (ограниченный) проводник баз данных; поддержку других веб-технологий (например, CSS, JavaScript, XML), а также комплексную проверку во время разработки, в том числе и по стандартам XHTML 1.0/1.1 и CSS 2.1.
В VS2005 не хватает некоторых функций, таких как проверка доступности, возможность создать автономную библиотеку классов проекта (которая может быть сделана другим языком конкретного издания Express); расширения поддержки, необходимые для загрузки сторонней надстройки, макросы и некоторые другие функции.
VS2008 Web Developer Express SP1 поддерживает проекты как библиотек классов, так и веб-приложений, которые не поддерживаются в VS2005 Express. Она также включает новый встроенный конструктор HTML на основе Microsoft Expression Web.

## Visual C# Express
Список точек останова, где пользователь мог управлять свойствами останова, был удален, так что теперь пользователь может только переключать точки останова.
Были удалены следующие режимы рефакторинга:
- Инкапсуляция поля
- Поддержка местных параметров
- Перераспределение параметров
- Устранение параметров
- Выделение интерфейса

Это позволяет эффективно переименовывать и выделять методы. Разработчики объясняют эти изменения целями упрощения пользовательского уровня среды. Однако некоторые пользователи утверждают, что на практике это вместо упрощения лишь осложнило работу.
Возможность отладки для запущенного процесса также была удалена, препятствующие сценарии, такие, как написание служб Windows и перезапуск отладчика под ASP.NET при обнаружении ошибок в соответствии с первоначальной точкой останова, должны быть проигнорированы.

## SQL Server Express
SQL Server Express является бесплатным, облегчённым и распространяемым выпуском SQL Server.